# Чудская (Владимирская область)
Чудская — деревня в Гороховецком районе Владимирской области России, входит в состав Фоминского сельского поселения.

## География
Деревня расположена в 8 км на северо-восток от центра поселения села Фоминки и в 36 км на юго-запад от Гороховца.

## История
В окладных книгах 1678 года деревня входила в состав Гришинского прихода, в ней было 16 дворов крестьянских.
В XIX — первой четверти XX века деревня входила в состав Гришинской волости Гороховецкого уезда, с 1926 года — в составе Сергиево-Горской волости Вязниковского уезда. В 1859 году в деревне числилось 16 дворов, в 1905 году — 39 дворов, в 1926 году — 51 двор.
С 1929 года деревня входила в состав Просьевского сельсовета Фоминского района Горьковского края, с 1944 года — в составе Владимирской области, с 1959 года — в составе Фоминского сельсовета Гороховецкого района, с 1965 года — в составе Гришинского сельсовета, с 2005 года — в составе Фоминского сельского поселения.

## Население
| 1859 | 1905 | 1926 | 2002 | 2010 | 2021 |
| ---- | ---- | ---- | ---- | ---- | ---- |
| 174  | ↗289 | ↘221 | ↘24  | ↘9   | ↗11  |